# Lagonosticta sanguinodorsalis
Lagonosticta sanguinodorsalis е вид птица от семейство Estrildidae.

## Разпространение
Видът е разпространен в Нигерия.